# نادیا تیلر
نادیا تیلر (آلمانی: Nadja Tiller؛ زادهٔ ۱۶ مارس ۱۹۲۹-درگذشت ۲۱ فوریهٔ ۲۰۲۳) بازیگر اهل اتریش بود.
از او به عنوان یکی از مشهورترین بازیگران آلمانی زبان در دههٔ ۵۰ و ۶۰ میلادی یاد می‌شود.
از فیلم‌های او می‌توان به تودهنی و مرگ دوبار در می‌زند اشاره کرد.